# 盧里科查區
12°51′S 74°16′W / 12.850°S 74.267°W
盧里科查區（西班牙語：Distrito de Luricocha），是秘魯的一個區，位於該國中南部阿亞庫喬大區的萬塔省，面積130平方公里，海拔高度2,580米，2005年人口5,782，人口密度每平方公里44人。